# Guillermo Rubén Bongiorno
Guillermo Rubén Bongiorno (* 29. Juli 1978 in Mar del Plata) ist ein ehemaliger argentinischer Radrennfahrer.

## Sportlicher Werdegang
Bongiorno wurde 2003 bei Ceramiche Panaria Profi. Er galt als Sprintspezialist. Zu seinen Erfolgen zählen u. a. Etappensiege bei der Brixia Tour, der Regio-Tour, der Dänemark-Rundfahrt, insgesamt fünf Abschnitte der Tour de Langkawi sowie die Eintagesrennen Giro della Provincia di Reggio Calabria und Gran Premio Città di Modena. 
Seinen letzten Vertrag bei einem internationalen Radsportteam hatte Bongiorno im Jahr 2011, jedoch fuhr er bereits keine internationalen Rennen mehr.

## Erfolge
2003
- eine Etappe Tour de Langkawi

2004
- eine Etappe Tour de Langkawi

2005
- zwei Etappen Tour de Langkawi
- eine Etappe Settimana Internazionale
- eine Etappe Settimana Ciclistica Lombarda
- eine Etappe Brixia Tour
- eine Etappe Rothaus Regio-Tour
- Giro della Provincia di Reggio Calabria
- Gran Premio Città di Modena

2006
- eine Etappe Tour de Langkawi

2008
- eine Etappe Presidential Cycling Tour of Turkey
- zwei Etappen Dänemark-Rundfahrt